# Jens Sparschuh

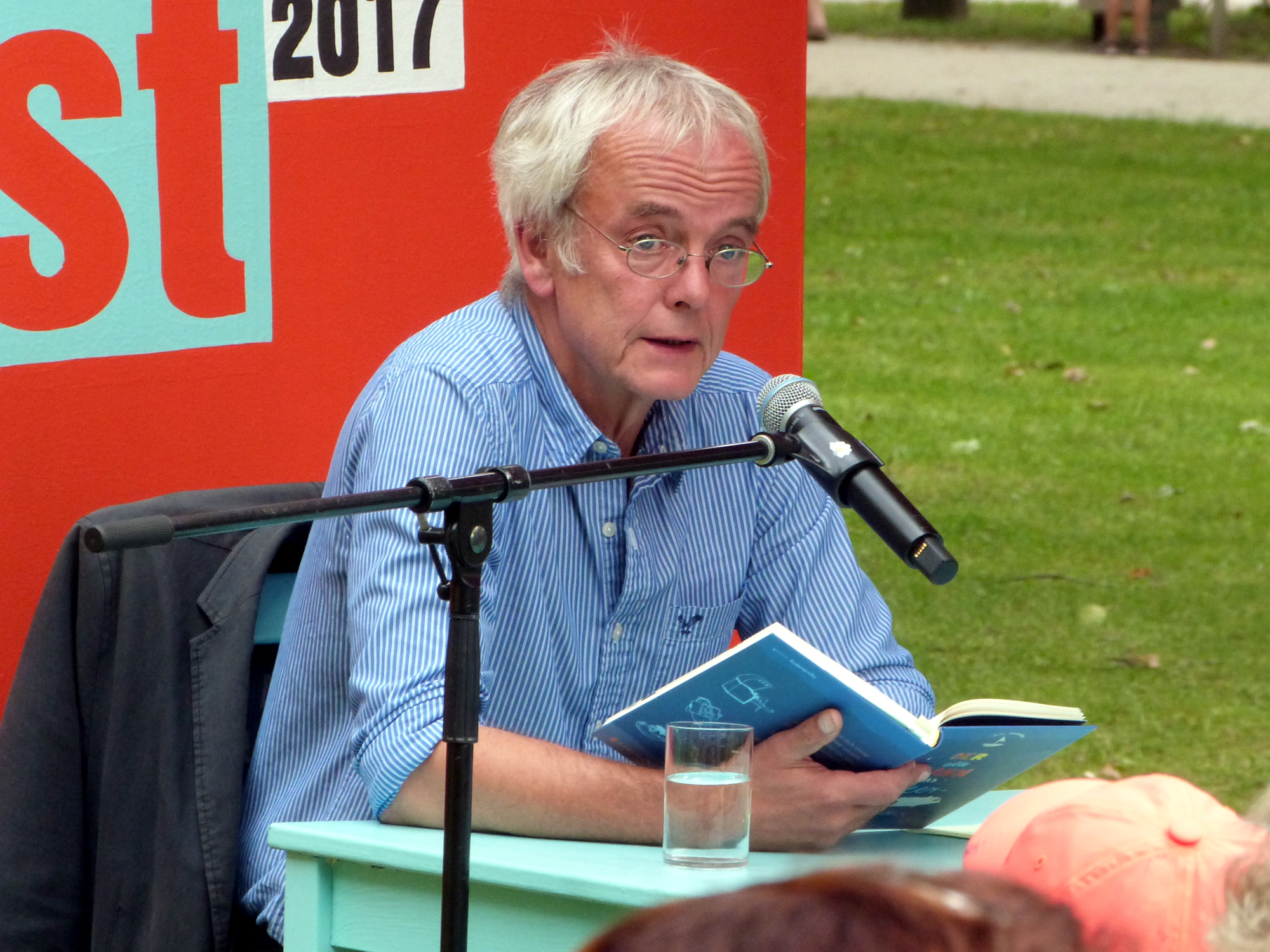
Jens Sparschuh liest auf dem Erlanger Poetenfest 2017

Jens Sparschuh (* 14. Mai 1955 in Karl-Marx-Stadt, heute Chemnitz) ist ein deutscher Schriftsteller.

## Leben
Jens Sparschuh wuchs in Ost-Berlin auf. Er legte sein Abitur in Halle (Saale) ab und studierte von 1973 bis 1978 Philosophie und Logik in Leningrad. Von 1978 bis 1983 war er wissenschaftlicher Assistent an der Humboldt-Universität, an der er 1983 mit einer Arbeit zur „heuristischen Ausdrucksfähigkeit aussagenlogischer Beweisbegriffe“ zum Doktor der Philosophie promoviert wurde. Seitdem lebt er als freier Schriftsteller in Berlin. Er war engagiert in der Bürgerrechtsbewegung der DDR und Mitglied im „Neuen Forum“. Neben einer Gastprofessur am Leipziger Literaturinstitut war er von 1991 bis 2012 mehrmals Gastprofessor am Grinnell-College in den Vereinigten Staaten.
Jens Sparschuh ist Verfasser von Romanen, häufig zu Themen aus der deutschen Geschichte und Literaturgeschichte, sowie von Essays, Gedichten und Hörspielen. Für eine Kolumne im Literaturteil des Tagesspiegels schrieb er über ein Jahrzehnt lang einmal im Monat Rezensionen über aktuelle Hörbücher.
Jens Sparschuh ist Mitglied des PEN-Zentrums Deutschland. Seine Romane, Kinderbücher und Hörspiele sind in bislang zwölf Sprachen übersetzt worden.
Sparschuh ist seit 1974 mit der Soziologin Vera Sparschuh verheiratet und Vater von zwei Töchtern. Er lebt seit 1960 in Berlin-Pankow.

## Preise und Auszeichnungen
- Anna-Seghers-Preis, 1988

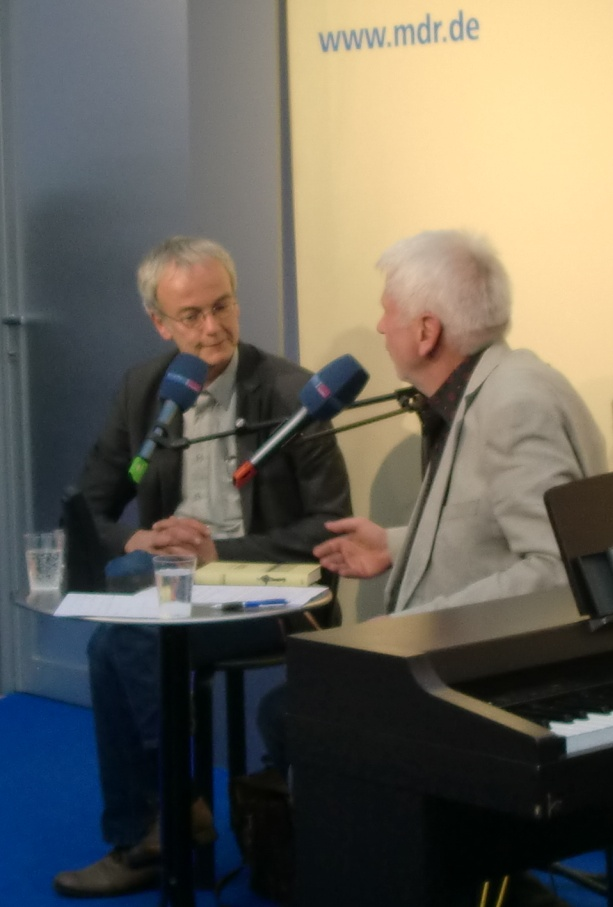
Jens Sparschuh (links) im Gespräch auf der Leipziger Buchmesse 2012

- Hörspielpreis der Kriegsblinden, 1990
- Ernst-Reuter-Preis, 1990
- Bremer Literaturförderpreis, 1996
- Calwer Hermann-Hesse-Stipendium, 1999
- Prix Chronos, 2018[1]
- Günter-Grass-Preis, 2019

## Bibliografie

### Prosa
- Waldwärts, Berlin 1985
- Der große Coup, Berlin 1987
- Kopfsprung, Berlin 1989
- Inwendig, Winsen/Luhe 1990
- Der Schneemensch, Köln 1993
- Das Vertreterseminar, Köln 1995
- Der Zimmerspringbrunnen, Kiepenheuer & Witsch Verlag, Köln 1995. ISBN 978-3-462-02440-1
- Spuren in der Weltwüste, Lichtenfels 1996
- Ich dachte, sie finden uns nicht, Kiepenheuer & Witsch Verlag, Köln 1997
- Die schöne Belinda und ihr Erfinder, Zürich 1997
- Lavaters Maske. Kiepenheuer & Witsch Verlag, Köln 1999
- Eins zu eins, Köln 2003
- Silberblick, Köln 2004
- Vom Tisch, Leipzig 2004
- Ich glaube, sie haben uns nicht gesucht, Köln 2005
- Schwarze Dame, Köln 2007, ISBN 978-3-462-03913-9.
- Im Kasten, Köln 2012, ISBN 978-3-462-04417-1.
- Ende der Sommerzeit, Köln 2014, ISBN 978-3-462-04616-8.
- Das Leben kostet viel Zeit, Köln 2018, ISBN 978-3-462-04997-8.
- Die Matrosen der Schweiz – Ein Logbuch. Köln 2021, ISBN 978-3-462-05506-1
- Nicht wirklich.Roman. Kiepenheuer & Witsch Verlag, Köln 2023. ISBN 978-3-462-00140-2

### Kinder- und Jugendliteratur
- Parzival Pechvogel, Zürich (u. a.) 1994
- Stinkstiefel, Zürich 2000
- Mit Lieschen Müller muss man rechnen, Zürich 2006
- Morgens früh um sechs…, Bilderbuch, Rostock 2009
- Sibylle Prinzessin von Schwanstein, Bilderbuch, Rostock 2012
- Der alte Mann und das Meerschweinchen, Hildesheim 2017, ISBN 978-3-8369-5918-6.
- Jakobs Muschel, Hildesheim 2019, ISBN 978-3-8369-5648-2.
- Julia und ihr kleiner Urgrossvater. Gerstenberg Verlag, Hildesheim, 2022. ISBN 978-3-8369-6142-4

### Sachbuch
- Erkenntnistheoretisch-methodologische Untersuchungen zur heuristischen Ausdrucksfähigkeit aussagenlogischer Beweisbegriffe, Dissertation, Berlin 1983
- Die Elbe. Bildband. Leipzig 2000 (zusammen mit Jörn Vanhöfen und Walter Kempowski)
- Putz- und Flickstunde. Zwei Kalte Krieger erinnern sich, München 2009 (zusammen mit Sten Nadolny), ISBN 978-3-492-05230-6.
- Leonard Cohen: almost young, Text zur Bildbiografie, München 2014, ISBN 978-3-8296-0663-9.

### Herausgeberschaft
- Friedrich von Schiller: Der Geisterseher, Berlin 1984
- Friedrich Hebbel: Läuse der Vernunft, Berlin 1987
- Firlefanz. Sinn- und Unsinnsgedichte, Berlin 2012

### Hörspiele und Features
- 1978: Es ist Zeit, Regie: Fritz Göhler, Rundfunk der DDR.
- 1980: Adieu mein König Salomo, Regie: Fritz Göhler, Rundfunk der DDR, Regiepreis der Kritiker.
- 1983: Und führe uns nicht in Versuchung, Regie: Barbara Plensat, Rundfunk der DDR.
- 1985: Schönhauser, Regie: Hannelore Solter, Rundfunk der DDR.
- 1986: Der Koloß, Regie: Hannelore Solter, Rundfunk der DDR:
- 1987: Inwendig – Labyrinthgeschichte für Fortgeschrittene, Regie: Hans Rosenhauer, NDR.
- 1988: Nikolaschka, Regie: Wolfgang Bauernfeind, RB/SFB/DLF.
- 1989: Bahnhof Friedrichstraße – Ein Museum, Regie: Wolfgang Bauernfeind, RB/DLF/SFB.
- 1989: Ein Nebulo bist du mit Manfred Steffen, Regie: Norbert Schaeffer, SR/SWF/SDR, 1989. ISBN 3-89813-068-1. (Hörspielpreis der Kriegsblinden).
- 1989: Perpetuum Mobile, Regie: Hans Rosenhauer, NDR.
- 1991: Das verlorene Mädchen, Regie: Irene Schuck, SWF.
- 1992: Kyffhäuser, Regie: Martin Daske, SFB/WDR/MDR.
- 1994: Ein seltener Knabe. Johannes R. Becher in Bad Saarow, Regie: Wolfgang Bauernfeind, SFB/RB.
- 1994: Rückzu, Regie: Hans Gerd Krogmann, SR/MDR.
- 1990: Die Konquistadoren, Regie: Hans Rosenhauer, NDR/HR.
- 1996: Drei Kometen, Regie: Norbert Schaeffer, WDR.
- 1997: Der Zimmerspringbrunnen, Regie: Irene Schuck, BR.
- 1998: Der große Coup, Regie: Joachim Staritz, MDR.
- 2000: Das Lamadrama, Regie: Gottfried von Einem, MDR.
- 2001: Der letzte Elch, Regie: Wolfgang Bauernfeind, SFB/ORB/WDR/SWR.
- 2004: Herzblut, Regie: Wolfgang Rindfleisch, MDR.
- 2005: Zwischen den Zeilen, Regie: Hans Gerd Krogmann, MDR.
- 2008: Tantes Inferno, Regie: Walter Adler, MDR.
- 2012: Unter uns, Regie: Wolfgang Rindfleisch, MDR.
- 2015: Fürst v. Bismarck für Feierlichkeiten zu vermieten – Regie: Nikolai von Koslowski (Feature – MDR)
- 2017: Einmal St. Petersburg über Leningrad – und wieder zurück, Regie: Wolfgang Rindfleisch, MDR